# Memorias de Idhún I: La Resistencia
Memorias de Idhún I: La Resistencia, marca el comienzo de la trilogía Memorias de Idhún, que mezcla fantasía, aventuras, magia y amor. Fue,publicado en 2004 por escritora Laura Gallego García, publicado por Editorial SM.
En 2017 se anunció que Movistar+ haría una serie animada basada en la saga.

## Historia de la publicación
En un principio, Búsqueda iba a ser un libro independiente, por lo que la trilogía de Idhún sería una hexalogía. Laura Gallego escribió esta parte y la envió a la Editorial SM, la cual quedó encantada con Búsqueda y con ganas de leer más. 
Después de medio año de haber sido enviada Búsqueda (primera parte de La Resistencia), Laura envía capítulo a capítulo Revelación a la editorial. Al final, se decidió unir las dos partes en un solo libro que sería titulado como La Resistencia, en honor al nombre de la organización que conforman los protagonistas, pero manteniendo separados los capítulos iniciales de una parte y otra. Así nació el primer tomo de Memorias de Idhún. La Resistencia fue finalmente publicada en octubre de 2004. Esto marcó una tendencia en el resto de los libros de la saga, ya que los dos tomos restantes de la trilogía (Tríada y Panteón) poseyeron dos partes cada uno, de catorce capítulos cada una de las partes, teniendo la trilogía seis partes en total.

## Argumento
La historia comienza a finales de mayo, en una granja a las afueras de Silkeborg (Dinamarca) una noche en que un muchacho llamado Jack regresa preocupado, de su habitual trayecto en bicicleta con un horrible presentimiento. Al llegar a casa, se encuentra con que sus padres están inexplicablemente muertos. Además, hay dos extraños y desconocidos individuos dentro de su casa: los asesinos. Justo en el momento en que uno de ellos (un joven vestido totalmente de negro y con los ojos azules como hielo) le anuncia que le estaba buscando, aparecen otros dos sujetos, uno de ellos con una espada, el cual inicia un duelo de esgrima con el joven de negro, en el propio salón de la casa de Jack. Jack no entiende nada. Luego, todo comienza a dar vueltas y Jack queda inconsciente.
Despierta en una habitación totalmente desconocida, donde se encuentra a los dos hombres que pelearon contra los asesinos de sus padres. En un principio, Jack se enfurece con ellos y llora con desesperación, pero luego, uno de aquellos sujetos, que al parecer sabe hablar inglés, le explica que se encuentra en un lugar seguro llamado Limbhad, un limbo al que los asesinos no pueden alcanzarlos. Luego, él descubre que sus nombres son Shail y Alsan. Para poder llegar a Limbhad, hay que llamar al Alma, el espíritu de ese limbo. Pero Jack todavía tiene muy reciente la muerte de sus padres, por lo que hace muchas preguntas. Jack quiere saber quiénes eran aquellos extraños individuos que entraron en su casa y mataron a sus padres. Le cuentan que son asesinos cuya labor es buscar, encontrar y matar a humanos que consiguieron escapar de un mundo llamado Idhún; estos exiliados se refugian en la Tierra para pasar desapercibidos y mezclarse entre la sociedad, ya que del mundo de donde provienen (Idhún) es gobernado tiránicamente por un mago conocido como El Nigromante, quien es la persona para que trabajan esos asesinos...
Luego de varios intentos por escapar de Limbhad, el refugio de la Resistencia, Jack descubre que aquel lugar se trata de otra dimensión diferente de la Tierra, un limbo entre Idhún y nuestro planeta creado por los primeros idhunitas exiliados que llegaron a la Tierra. Luego de conocer todo aquello, Jack está decidido a que va a hacer pagar a Kirtash por la muerte de sus padres, por lo que se une a la Resistencia con ese único propósito. En ese tiempo se hace amigo de una chica de la Tierra llamada Victoria, la cual descubrió un buen día que tiene una inexplicable relación con el mundo de Idhún y que sospecha que es hija de idhunitas exiliados. Por lo que se unió a Shail y a Alsan para ayudarlos en su labor, ya que a pesar de que es una muchacha terrestre, ella puede hacer magia, y la magia sólo proviene de Idhún. Por lo que a partir de allí, Jack comienza a cuestionarse cosas, como que él también puede ser hijo de idhunitas porque Kirtash mató a sus padres, y Kirtash no mata a personas de la Tierra. Victoria le dice que es muy posible que hubiesen sido idhunitas y lo hubiesen guardado en secreto, pero dijo que si él de verdad quería ser un miembro más de la Resistencia, tenía que dársele bien algo: la magia o la espada; para la magia, Shail podría ser su maestro, el cual también es mago; y para la espada, Alsan podría instruirle, ya que éste era príncipe de un reino en Idhún y es caballero de la Orden de Nurgon, un grupo en Idhún a quienes se unen los más hábiles guerreros de todo ese mundo. Ya que para la magia se requería poseer el don, Jack se decidió por aprender a luchar con la espada con Alsan.
Jack recuerda que él puede hacer cosas sin pretenderlo, sobre todo cosas con fuego. Siempre soñaba con fuego y varias veces despertaba y todo se estaba quemando. Hasta ese día Jack nunca habría pensado que él pudo haber sido el causante de dichos incendios, pero tras lo que le había contado Victoria acerca de la posibilidad de ser idhunita, o mejor aún, de ser mago comenzó a creerlo. Le comentó sus inquietudes a Victoria; ella le dijo que Shail le había contado que existe lo que se llama la magia involuntaria, y que es un mecanismo automático al que recurre el cuerpo en los magos. También añadió que Kirtash es capaz de detectar la magia a grandes distancias en la Tierra; Jack entonces piensa que Kirtash pudo detectar la magia involuntaria que él hizo, y que por eso fue a buscarlo para matarlo en Silkeborg. Victoria le dice que eso es posible. 
Victoria vive con su abuela adoptiva, una millonaria italiana en una mansión de Madrid llamada Allegra D'Ascolli, la cual desconoce todo acerca de Limbhad, la Resistencia e Idhún, por lo que su nieta lo mantiene en secreto. Un día, cuando Victoria se dispone a regresar a su casa en metro, es perseguida por Kirtash, por lo que regresa muy asustada. Jack, enfurecido, le promete a ella que Kirtash nunca le volverá a hacer daño. Por lo que decide continuar su entrenamiento con Alsan para llegar a vencer a Kirtash con la espada, y así llevar a cabo su venganza. Pero Alsan le dice que nadie ha logrado vencerlo, ya que Kirtash posee lo que en Idhún se llaman "espadas legendarias", que son espadas que tienen magia en su interior. A pesar de que Alsan también posee una (Sumlaris), nunca ha podido vencerlo.
Sin embargo, Jack no hace caso de eso, y decide pedirle al Alma que rastree a Kirtash. Cuando lo está haciendo, siente que Kirtash pudo verlo y se sintió muy débil entonces, casi a punto de morir. Es rescatado rápidamente por Alsan y Shail, quienes le dan una reprimenda por lo que hizo, ya que dicen que Kirtash es invencible y que tiene el poder de la telepatía y de matar con la mirada. Pero quizá la incursión de Jack sirvió para algo, pues les cuenta a Shail y a Alsan que Kirtash llevaba un libro antiguo sacado de la Biblioteca de Londres. Shail lo identifica automáticamente como el Libro de la Tercera Era, un libro idhunita que recopilaba las experiencias de los exiliados en la Tierra, así como los objetos que transportaron a nuestro mundo, como el Báculo de Ayshel, báculo que canaliza la energía del ambiente. Shail ha estado buscando durante años ese báculo, ya que piensa que a través de él podrá llegar a Lunnaris, aunque nadie sabe quién es esta. 
Inmediatamente, La Resistencia (incluyendo a Jack y a Victoria) se transporta a Londres para encontrar el libro en la Biblioteca, arriesgándose a encontrarse con Kirtash, ya que sospechan que él también busca al Báculo de Ayshel. Al llegar a la biblioteca, le dicen que es un volumen muy antiguo escrito en runas y que un investigador inglés llamado Peter Parrell está tratando de descifrar lo que dice. Luego descubren que ese investigador fue asesinado por Kirtash por averiguar acerca del Libro de la Tercera Era, y que muy posiblemente ahora Kirtash tenga el libro en su poder, por lo que puede encontrar el Báculo. La Resistencia decide allanar su casa y allí encuentran unas fotocopias del Libro que hizo Parrel antes de ser asesinado, camufladas en un CD de música.
Tras largas horas de estudio en Limbhad, Shail logra descifrar el contenido del Libro y descubre que el Báculo de Ayshel se encuentra en el norte del continente africano, en pleno desierto. En una cueva del desierto los espera el exiliado Kopt, un yan, una de las seis razas humanoides de Idhún, que se caracterizan por vivir en lugares sumamente cálidos. Al final, el yan les tiende una trampa porque cuando llegaron a la caverna del Báculo, Kirtash ya estaba allí, junto con el mago Elrion, el otro asesino de sus padres. Alsan queda inconsciente y Victoria consigue agarrar el Báculo justo a tiempo para salvar a Jack de la espada de Kirtash. Victoria decide ofrecerse a cambio de la vida de Alsan, haciendo prometer a Kirtash que no hará daño a sus amigos después. Estaba a punto de hacerlo, pero Shail interviene rápidamente y se teletransporta con los dos muchachos y con el Báculo, a Limbhad. Pero Kirtash y Elrion tienen a Alsan como anzuelo. 
Una vez en Limbhad, Jack, en un arrebato de rabia, se enfurece con Shail por dejar a Alsan en manos de esos asesinos y le dice que la Resistencia está condenada al fracaso desde el principio, ya que ni que todos los magos idhunitas exiliados en la Tierra se unieran a la Resistencia, no hay posibilidad de enfrentarse a Ashran. Shail, obligado, le cuenta la verdad acerca del verdadero propósito de la Resistencia. 
Durante milenios, en Idhún han existido dos razas superiores a los que los habitantes de ese planeta veneran y respetan: Se trata de los dragones y los unicornios, en ocasiones llamados criaturas semidivinas. Los unicornios, hermosos y místicos seres que tienen el don de otorgar la magia a toda persona que toquen con su cuerno; y los dragones, los protectores de Idhún y de los sangrecaliente. Pero también existieron unas malvadas criaturas llamadas sheks, serpientes aladas gigantes, las enemigas naturales de los dragones. Hace tiempo, los dragones condenaron a los sheks a vagar por el límite del mundo. Desde entonces, los Oráculos han predicho el regreso de las serpientes gracias a un mago que les abriría la Puerta... Idhún vivió una época de paz, hasta el día en que las predicciones de los Oráculos se hicieron realidad: el día de la Conjunción Astral, el día en que Ashran el Nigromante usó el poder de los tres soles y las tres lunas de Idhún para abrirle el Portal a los sheks y provocar la destrucción automática de todos los dragones y unicornios de ese mundo. Ashran exterminó a los dragones y a los unicornios en un solo día, y se autocoronó emperador de todo Idhún. Pero los Oráculos hablaron, y dijeron que un dragón y un unicornio sobrevivirían a la Conjunción Astral y derrotarían al Nigromante. Ashran se enteró entonces que ciertamente había sobrevivido una cría de dragón y una cría de unicornio a la Conjunción Astral, los cuales fueron llevados a la Torre de Kazlunn (la torre de la magia) para enviarlos a un lugar seguro. El dragón fue rescatado moribundo en las vastas planicies de Awinor por el príncipe Alsan de Vanissar; mientras que el unicornio sobreviviente, de nombre Lunnaris fue encontrado en el bosque de Alis Lithban por un mago llamado Shail, los cuales fueron enviados a la Tierra para proteger al dragón y al unicornio y así alejarlos de la amenaza de Ashran. Pero el Nigromante, dispuesto a impedir que la profecía se cumpla, envió a la Tierra a Kirtash para que acabe con el dragón y el unicornio. Ese es el verdadero propósito de la Resistencia, encontrar al dragón y al unicornio antes de que lo haga Kirtash. Esa era la verdadera razón por la que buscaban en Báculo de Ayshel, ya que a través de él pueden llegar a Lunnaris, él último unicornio. 
Jack, Victoria y Shail toman la decisión de ir a rescatar a Alsan de las manos de Kirtash. El Alma lo localizó en un castillo abandonado en Alemania. Shail trata de olvidar esa idea, a pesar de que él también quiere a Alsan de vuelta, porque sabe que ninguno de ellos tres tiene poder para enfrentarse a Elrion, ni mucho menos a Kirtash. Jack se deja llevar por su instinto y agarra la empuñadura de una espada legendaria de Limbhad, de la cual había oído que nadie podía empuñarla, ya que todo aquel que lo haga muere abrasado. Se trata de la espada de fuego Domivat, que se dice que fue forjada con el mismo fuego de los dragones. Jack consigue empuñarla sin quemarse, por lo que demuestra que es el portador de la espada y que está preparado para luchar contra Kirtash.
Mientras La Resistencia trata de elaborar un plan de rescate, Alsan despierta en una especie de mazmorra de lo que parece ser un castillo medieval, en el cual hay una jaula con un lobo enorme. Elrion le informa al príncipe que lo va a usar para un experimento de nigromancia donde planea un espíritu humano (el suyo) con el del lobo. Momento después, aparece Kirtash, quien le advierte al mago que ese experimento nunca funciona, también le da potestad para hacer con Alsan lo que quiera; pero amenaza a Elrion antes de irse, diciéndole que si el príncipe muere o escapa, responderá con su vida. Al final del experimento, Alsan termina con rasgos lobunos, sin poder regresar a la normalidad, por lo que Elrion reconoce que el experimento salió mal, y Kirtash le dice que sólo Ashran el Nigromante ha logrado crear un híbrido perfecto.
Una vez que Shail, Victoria y Jack se materializan en el claro de un bosque de Alemania cercano a la fortaleza de sus enemigos, deciden que Jack entrará en el castillo disfrazado de szish mediante un camuflaje mágico para rescatar a Alsan, mientras que Shail y Victoria distraen al resto de los hombres serpiente haciéndoles salir de la fortaleza para dejarle el camino libre a Jack. En varias ocasiones, estuvo a punto de ser atrapado por Kirtash, quien se da cuenta de su presencia en el castillo y va tras él para matarlo. Finalmente, Jack encuentra la celda en la cual habían encerrado a Alsan. Lo libera y seguidamente aparece Kirtash, el cual mata a una mujer tigre y ordena a las tropas que se agrupen en la puerta de la fortaleza para impedir la salida de los renegados. Mientras, en el bosque, Victoria y Shail tratan de contener a los hombres serpiente con su magia, utilizando el Báculo en ocasiones. Después aparece un mago szish, contra quien Shail pierde. Victoria se enfrenta a él con el Báculo y logra vencerle. Pero se da cuenta de que Kirtash la estuvo siempre observando desde las sombras. El asesino se acerca a ella y le ofrece abandonar la Resistencia para no tener que matarla, pues no quiere hacerlo. Luego le dice que se venga con él, que se convierta en su emperatriz para gobernar juntos Idhún. Por unos momentos Victoria se siente tentada de tomar su mano e ir con él, pero inmediatamente aparece Elrion el cual le lanza un conjuro de ataque a ella. Para protegerla, Shail, el cual estaba inconsciente, se interpone entre Victoria y el hechizo y muere.

## Partes
| Nombre:                              | Primera parte: Búsquedas eda        |
| ------------------------------------ | ----------------------------------- |
| Perteneciente al libro:              | Memorias de Idhún I: La Resistencia |
| Otras partes que pertenecen al tomo: | Segunda parte: Revelación           |
| Autor:                               | Laura Gallego García                |
| Número de capítulos:                 | Catorce                             |
| Seguido por:                         | Segunda parte: Revelación           |

| Nombre:                             | Segunda parte: Revelación           |  |
| ----------------------------------- | ----------------------------------- |  |
| Perteneciente al tomo:              | Memorias de Idhún I: La Resistencia |  |
| Otras partes que conforman el tomo: | Primera parte: Búsqueda             |  |
| Autor:                              | Laura Gallego García                |  |
| Número de capítulos:                | Catorce                             |  |
| Precedido por:                      | Primera parte: Búsqueda             |  |
| Seguido por:                        | Tercera parte: Despertar            |  |